# Katholiek Democratische Partij

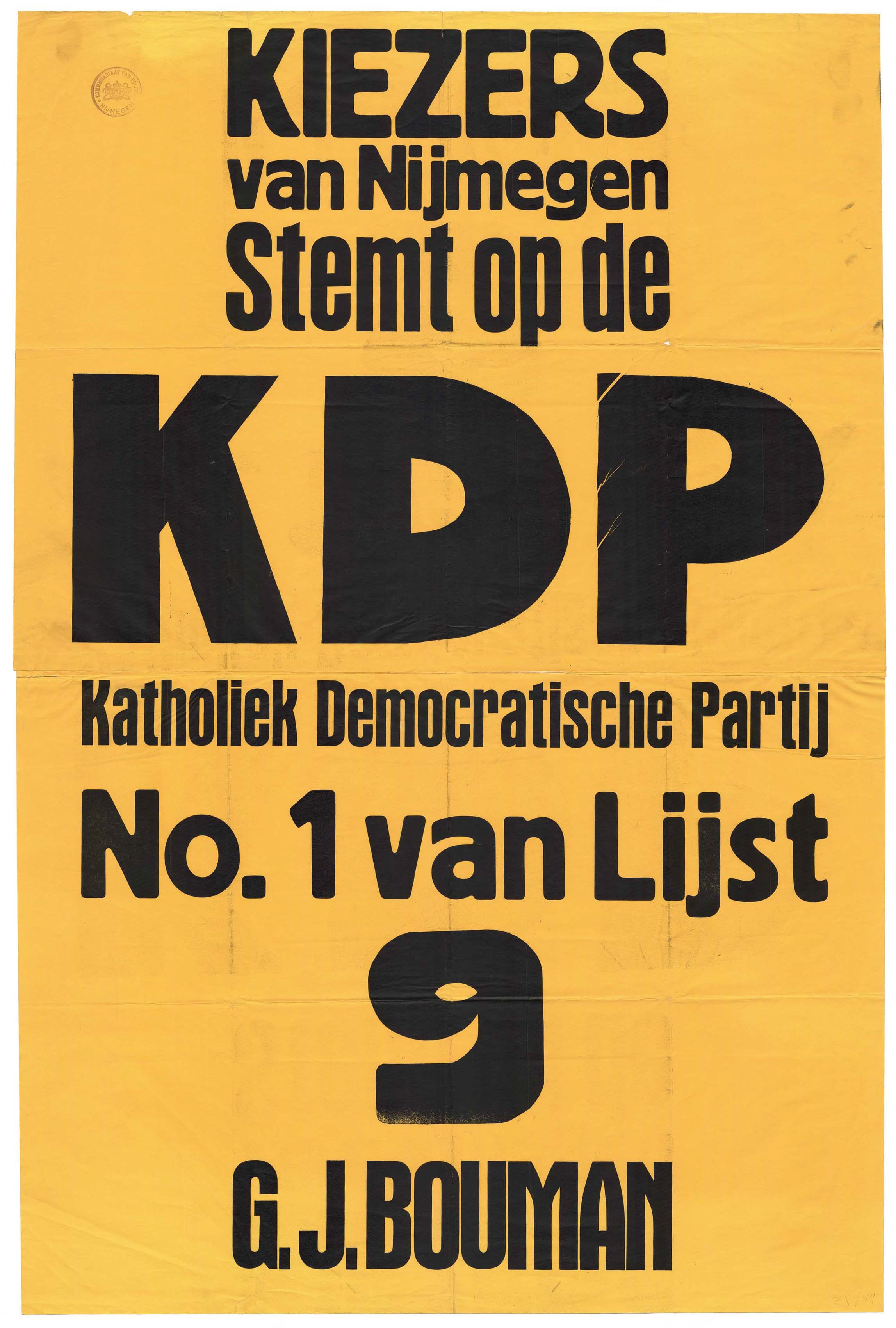
Affiche voor de verkiezingen in 1935 voor de Nijmeegse gemeenteraad.

De Katholiek Democratische Partij (KDP) was een Nederlandse politieke partij die bestond tussen 30 september 1934 en februari 1939. 
De KDP ontstond uit een fusie tussen de Roomsch-Katholieke Volkspartij (RKVP) en de Katholiek Democratische Bond (KDB). De KDB was in 1933 opgericht door Johannes Veraart die uit de Roomsch-Katholieke Staatspartij (RKSP) gestapt was. Bij de Tweede Kamerverkiezingen 1933 had de KDB geen zetel behaald en de RKVP, die in 1929 van de RKSP afgesplitst was, won er één die ingenomen werd door Pius Arts. Na de fusie werd Veraart partijvoorzitter en Arts werd bestuurslid en bleef Kamerlid. De partij was een voorstander van een bedrijfsorganisatie waarbij werkgever en werknemers samenwerken. De partij streefde ook naar nationale ontwapening, een nauwere band met het Vaticaan en vrijheid van processie. Het oude RKVP-blad Onze Vaan werd het partijblad. 
In oktober 1934 sloot de Roomsch Katholieke Arbeiderspartij (RKAP) zich bij de KDP aan. Bij de Provinciale Statenverkiezingen 1935 viel de partij tegen en behaalde 5 zetels. Hierna verliet Veraart de partij en werd A.P.C. Peters partijvoorzitter. Ook de gemeenteraadsverkiezingen in 1935 verliepen niet goed voor de partij.
Groepjes leden keerden terug naar de RKSP of splitsen zich af van de KDP. Ook werd de partij tegengewerkt door de Katholieke Kerk en organisaties als het Roomsch Katholieke Werkliedenverbond (RKWV) dat zijn leden in 1937 verbood lid te zijn van de KDP. Als reactie kwam de KDP met een eigen vakbond, het Nederlandsch Verbond van Katholieke Werkers (NVKW). Bij de Tweede Kamerverkiezingen 1937 halveerde het aantal stemmen ten opzichte van 1935 en verloor de partij haar enige zetel. Voorzitter Peters vertrok hierna en Arts volgde hem op. Er kwamen ook financiële problemen en in maart 1938 werden gesprekken met de RKSP gestart. De kloof bleek kleiner geworden en na meerdere gesprekken werd op 19 februari 1939 besloten om de KDP op te heffen en weer aansluiting bij de RKSP te zoeken. 
Enkelen gingen hier niet in mee en namen als nieuwe Katholieke Volkspartij, dat als partijblad De Nieuwe Vaan had, zonder succes deel aan de gemeenteraadsverkiezingen in 1939, in onder andere Nijmegen, waarna de partij verdween. Deze partij stond geheel los van de in 1945 opgerichte Katholieke Volkspartij (KVP), die de RKSP opvolgde.